# Marco Tulio Falconí
Marco Tulio Falconí Picardo (Chuquibamba, 24 de octubre de 1958) es un abogado y político peruano. Fue congresista de la República por Arequipa en el periodo 2011-2016 y funcionario del Ministerio de Transportes y Comunicaciones en la gestión de Juan Silva. También ejerció como miembro de la Junta Nacional de Justicia en 2020 y Prefecto de Arequipa.

## Biografía
Nació en Chuquibamba en el departamento de Arequipa, el 24 de octubre de 1958. 
Realizó sus estudios de Derecho en la Universidad Católica de Santa María de Arequipa. 
Ejerció la docencia en la Universidad Católica de Santa María de Arequipa y fue profesor del Doctorado en Derecho, Maestría en Derecho Constitucional y se desempeñó como Director de la Escuela de Ciencia Política y Gobierno. Además, se ha desempeñado también como profesor de la Universidad Nacional de San Agustín y Alas Peruanas. También fue profesor invitado en diferentes Universidades de México, Argentina, Colombia y Panamá. Profesor de la Academia de la Magistratura de Lima y Arequipa.

## Carrera política
Se desempeñó como Secretario de la Cámara de la Presidencia de la Corte Superior de Arequipa y Primer Secretario del Tribunal de Garantías Constitucionales; Juez de Paz Letrado; Juez Suplente de Primera Instancia y Vocal Superior Suplente de la Corte Superior de Arequipa, Miembro del Consejo Distrital de la Magistratura y Vicepresidente del Consejo Regional del Servicio Civil, Decano del Colegio de Abogados de Arequipa (1998-1999), Presidente de los Colegios Profesionales de Arequipa 1999.
En 1998, fue elegido Vicepresidente de la Junta Nacional de Colegios de Abogados del Perú. Presidente del Instituto Peruano Socio Jurídico, Vicepresidente del Instituto Peruano de Arbitraje y Conciliación Filial Arequipa, Miembro del Instituto Panamericano de Derecho Procesal y Presidente (e).
Entre marzo y agosto del 2001, ocupó el cargo de Prefecto de Arequipa.
Su primera participación en la política fue en las elecciones regionales del 2002 como candidato a la Presidencia Regional de Arequipa por el partido Fuerza Democrática, sin embargo, no resultó elegido.
En las elecciones generales del 2006, Falconí fue candidato a la primera vicepresidencia en la plancha presidencial del exsenador Alberto Borea Odría y también postuló al Congreso de la República en representación de Arequipa. Pese a que había resultado el más votado, Falconí no accedió a un escaño debido a que su partido no pasó la valla electoral y tampoco triunfó la candidatura presidencial.

### Congresista de la República (2011-2016)
En las elecciones del 2011, se integró a Perú Posible y nuevamente postuló al Congreso representando a su natal Arequipa. Falconí logró con 31,149 votos ser elegido para el para el período parlamentario 2011-2016.
Durante su labor legislativa, fue Primer Vicepresidente de la Mesa Directiva presidida por Víctor Isla Rojas (2012-2013), presidente de la Comisión de Vivienda y Construcción (2011-2012), miembro titular de la Comisión de Constitución y de la Comisión de Justicia (2011-2015), presidente de la Subcomisión de Acusaciones Constitucionales (2013-2014), Coordinador del Grupo de Control Político y Constitucional (2011-2013 y 2015-2016) y presidente del Parlamento Amazónico Internacional (2013-2015). Fue también designado como Miembro del Comité Consultivo de la Comisión de Constitución y Reglamento (2016-2017) y presidente de la Comisión de Control Político y Constitucional del Colegio de Abogados de Lima.
Culminando su gestión, Falconí postuló a la reelección en las elecciones generales del 2016 por Alianza para el Progreso del Perú donde no tuvo éxito.
Intentó ser alcalde de Arequipa en 2018 y luego en 2020, integró la Junta Nacional de Justicia, sin embargo, quedó fuera tras varios cuestionamientos en su contra luego de haberse descubierto algunas llamadas con el prófugo César Hinostroza.
En las elecciones del 2021, volvió a postular al parlamento por el partido Podemos Perú de José Luna Gálvez donde nuevamente no obtuvo buenos resultados y luego en agosto del mismo año, Falconí fue nombrado por el exministro Juan Silva como jefe del gabinete de asesores del Ministerio de Transportes y Comunicaciones en el gobierno de Pedro Castillo durando solo una semana.

## Publicaciones
Sobre la base de su experiencia, en el ejercicio profesional y docencia universitaria, ha tenido una importante producción bibliográfica, publicando los siguientes libros: 
- “El Sistema Financiero Peruano en el Siglo XXI”,Tomo I, Tomo II;
- “El Arbitraje y su incidencia en el Sistema Judicial peruano”
- “El Derecho Bancario Peruano del Tercer Milenio”;
- “La Conciliación Extrajudicial en el Perú : ilusión o realidad”;
- “El Derecho Bancario a la Luz de la Legislación y Jurisprudencia Peruana”;
- “Ley General del Sistema Financiero y del Sistema de Seguros;
- “Ley Orgánica de la Superintendencia de Banca y Seguros”;
- “El Procedimiento Administrativo en el Poder Judicial”;
- “Diccionario de Banca, Finanzas y Empresa”- (coautoría con Adm. Angelina Falconí Picardo);
- “El Feminicidio en el Perú”;
- "La Vivienda en el Perú – Un derecho en Desarrollo”;
- “Derecho de los Usuarios del Sistema Financiero”;
- “Sistema Bancario en la Legislación y Jurisprudencia Peruana”;
- “La Evaluación Institucional de la Ley en el Perú”;
- "El Secreto Bancario: mitos y realidades"; y
- "El Derecho a la Salud y su Regulación" (coautoría con Javier Tovar).